# 菲沃
菲沃（法語：Fuveau，法語發音：[fyvo]）是法国罗讷河口省的一个市镇，属于普罗旺斯地区艾克斯区。

## 地理
菲沃（43°27'8"N, 5°33'42"E）面积30.02 平方千米，位于法国普罗旺斯-阿尔卑斯-蓝色海岸大区罗讷河口省，该省份为法国东南部沿海省份，北起沃克吕兹省，西接加尔省，南濒地中海，东临瓦尔省。
与菲沃接壤的市镇（或旧市镇、城区）包括：贝尔科代讷、勒鲁日新堡、加尔达讷、格雷阿斯克、梅勒伊、佩尼耶、鲁塞。

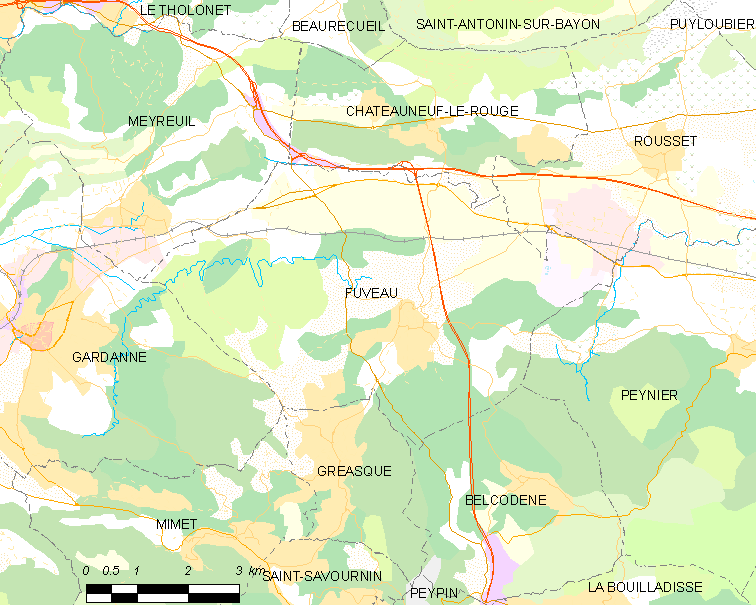
菲沃的OSM定位图

菲沃的时区为UTC+01:00、UTC+02:00（夏令时）。

## 行政
菲沃的邮政编码为13710，INSEE市镇编码为13040。

## 政治
菲沃所属的省级选区为特雷茨县。

## 人口

1962-2008年间菲沃人口变化图示

菲沃于2022年1月1日时的人口数量为10235人。